# Ellen Bontje
Ellen Bontje, född den 11 juni 1958 i Hilversum i Nederländerna, är en nederländsk ryttare.
Hon tog OS-silver i lagtävlingen i dressyr i samband med de olympiska ridsporttävlingarna 2000 i Sydney.